# Psammophylax tritaeniatus
Psammophylax tritaeniatus är en ormart som beskrevs av Günther 1868. Psammophylax tritaeniatus ingår i släktet Psammophylax och familjen snokar.
Denna orm förekommer i Afrika från södra Kongo-Kinshasa och södra Tanzania till norra Sydafrika. Arten lever i kulliga områden och i bergstrakter mellan 200 och 1800 meter över havet. Habitatet varierar mellan savanner och andra gräsmarker. Psammophylax tritaeniatus gömmer sig ibland i övergivna termitstackar. Honor lägger 5 till 18 ägg per tillfälle.
För beståndet är inga hot kända. Hela populationen anses vara stabil. IUCN kategoriserar arten globalt som livskraftig.

## Underarter
Arten delas in i följande underarter:
- P. t. tritaeniatus
- P. t. fitgeraldi